# Прокопенко, Фёдор Фёдорович
Фёдор Фёдорович Прокопенко (1916—2007) — военнослужащий, лётчик, полковник, участник Великой Отечественной войны, Герой Российской Федерации (1996), Заслуженный военный лётчик СССР (1967).

## Биография
Родился 23 мая (5 июня) 1916 года в городе Мариинск Томской губернии (ныне Кемеровская область). Русский. Родители — Прокопенко Фёдор Федотович (1873—1957) и Прокопенко Марфа Ивановна (1889—1970). С 1927 жил в городе Тайга (Кемеровская область), где окончил фабрично-заводскую семилетнюю школу. Был пионервожатым, инструктором стрелкового спорта, получил знак «Ворошиловский стрелок». В 1933 году окончил Тайгинский аэроклуб, где освоил самолёт У-2. Остался в аэроклубе лётчиком-инструктором. В 1936 окончил Ульяновскую школу лётчиков-инструкторов Осоавиахима. В Ульяновске получил звание лейтенанта запаса. Был на инструкторской работе в аэроклубах городов Великие Луки и Подольск. В армии с 1938 года. К этому моменту имел налет около 4000 часов и освоил ряд самолётов: У-2, Р-5, УТ-1, УТ-2. В 1940 году окончил Качинскую военную авиационную школу лётчиков, где был оставлен лётчиком-инструктором.
Участник Великой Отечественной войны. В начале войны из летных кадров Качинского авиационного училища был сформирован боевой полк, который подчинялся и руководству училища, и фронтовому командованию. Летчики этого полка продолжали обучать курсантов, но в то же время были готовы к боевым вылетам по тревоге. Они должны были перехватывать самолеты врага, идущие к Севастополю. Фёдор Прокопенко совершил 10 боевых вылетов на самолёте И-16 в составе ПВО Севастополя. Член ВКП(б) с 1941 года.
C июня 1942 года в составе 434-го истребительного авиационного полка (с 21 ноября 1942 года — 32-й гвардейский истребительный авиационный полк) 8-й воздушной армии (с сентября 1942 года в составе 16-й воздушной армии). Воевал на Сталинградском и Донском фронтах. Участвовал в Сталинградской битве, где совершил 35 боевых вылетов на Як-7Б, сбил 4 немецких самолёта. В сентябре 1942 года назначен заместителем командира истребительной авиационной эскадрильи. С ноября 1942 года — на Калининском фронте. После тяжёлого ранения, полученного в результате вынужденной посадки повреждённого в бою самолёта, в 1943 году летал на У-2. Однако, по собственным воспоминаниям Фёдора Прокопенко, вынужденная посадка произошла не из за повреждения истребителя в бою, а ввиду ошибки начальства, которое пыталось заставить некого молодого неопытного лётчика лететь на неисправном самолёте, что могло окончиться гибелью лётчика. Фёдор Прокопенко не мог этого допустить и полетел сам. Полет закончился вынужденной посадкой в лесу и компрессионным переломом позвоночника. Фактически ценой собственного здоровья и рискуя жизнью он спас жизнь и здоровье молодого летчика.
В 1944 году был назначен на должность старшего штурмана 3-й гвардейской истребительной авиационной дивизии. Осуществлял руководство самолётами с земли, наводил их на цели. До конца войны летал на У-2, выполняя самые различные задания по перевозке грузов и людей на передовую. За время войны совершил 126 боевых вылетов, лично сбил 16 самолётов противника, а по другим данным — сбил 8 самолётов лично и 1 в группе.
С 1945 года — в запасе. Работал начальником Подольского аэроклуба, заместителем начальника Управления авиации Министерства лесного хозяйства СССР.
С 1949 года вновь служил в Советской армии. Освоил новую для него технику — первый советский серийный вертолёт Ми-1. Служил в отделе боевой подготовки ВВС Московского военного округа. С 1950 года — в Управлении боевой подготовки ВВС. В период с 1952 по 1955 год — начальник вертолётного Центра ВВС. В 1956 году окончил курсы усовершенствования командного состава при Военно-воздушной академии (ныне — имени Ю. А. Гагарина). Продолжал службу на командных должностях в частях ВВС, в Главном штабе Сухопутных войск; командовал вертолётной авиацией. В 1967 году получил звание заслуженного военного лётчика СССР. За всё время карьеры освоил более 50 различных летательных аппаратов. Прослужил более 16 лет на генеральских должностях, будучи полковником.
С 1976 года — в запасе. Жил в Москве. Работал инженером-методистом в ОКБ имени Михаила Леонтьевича Миля.
За мужество и героизм, проявленные на фронтах Великой Отечественной войны, указом Президента Российской Федерации от 27 марта 1996 года полковнику в отставке Фёдору Фёдоровичу Прокопенко присвоено звание Героя Российской Федерации.
Умер 3 сентября 2007 года. Похоронен на Троекуровском кладбище в Москве.

## Награды
- Герой Российской Федерации (27 марта 1996 года), медаль № 261.
- Орден Ленина
- Два Ордена Красного Знамени
- Два Ордена Отечественной войны 1 степени
- Три Ордена Красной Звезды
- Орден За службу Родине в Вооружённых Силах СССР 3 степени
- Медаль «За боевые заслуги»
- Медаль «За оборону Сталинграда»
- Медаль «За взятие Берлина»
- Медаль «За победу над Германией»
- Другие медали[2][7].
- Кавалер ордена Заслуг перед Отечеством (ГДР).